# Cité des étoiles

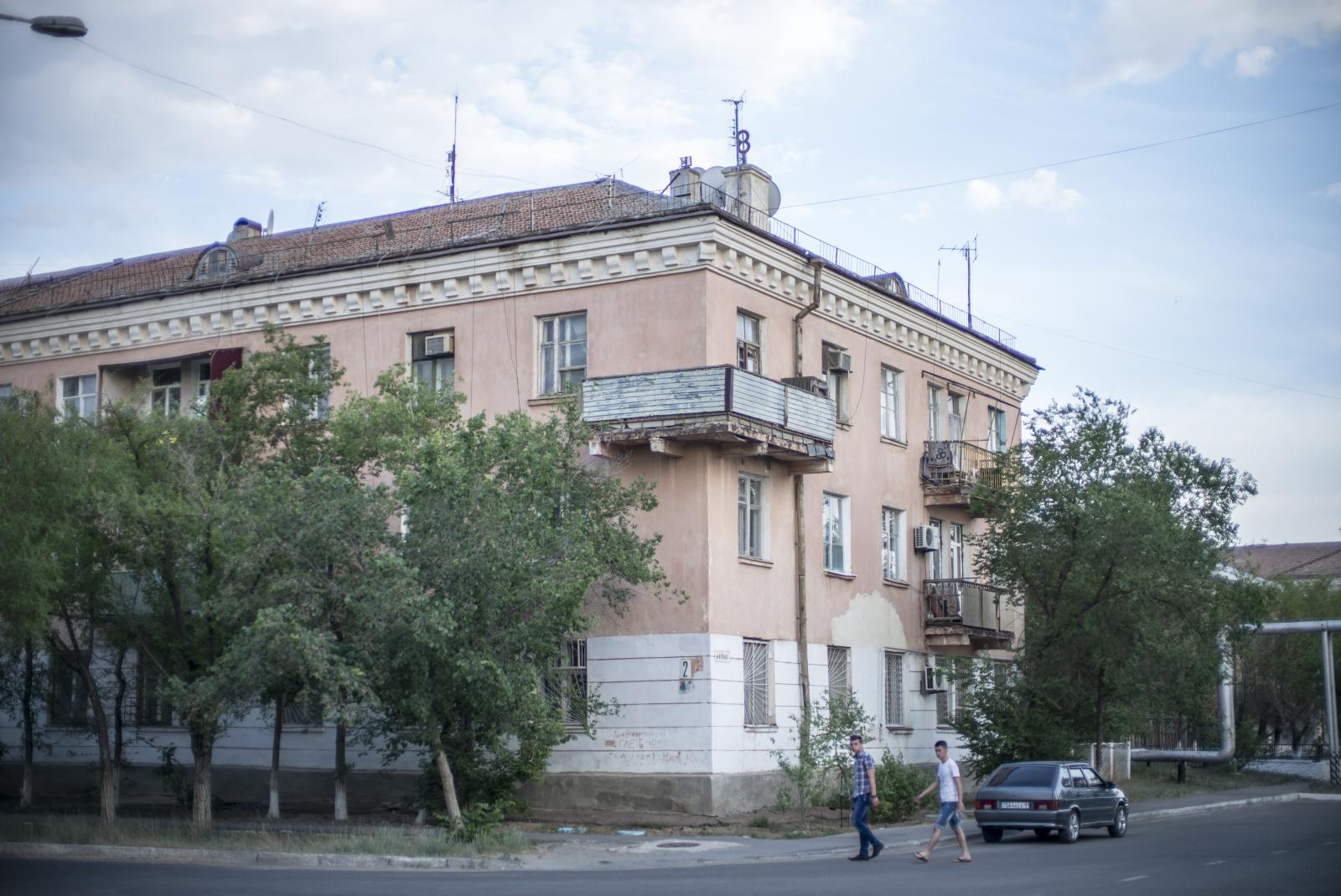
Immeuble d'habitation.

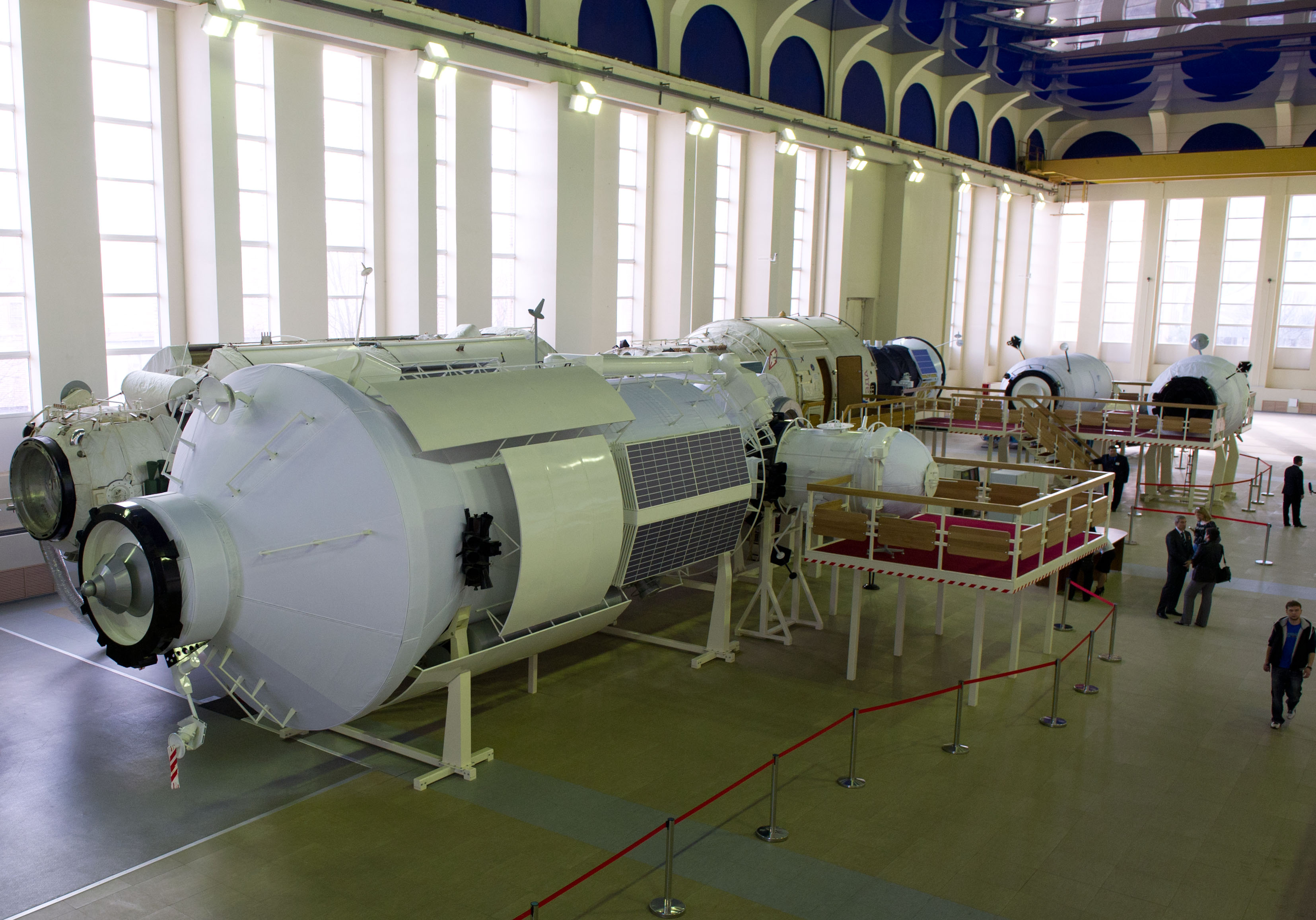
Maquette à l'échelle du segment russe de la Station spatiale international utilisée pour l'entrainement des équipages.

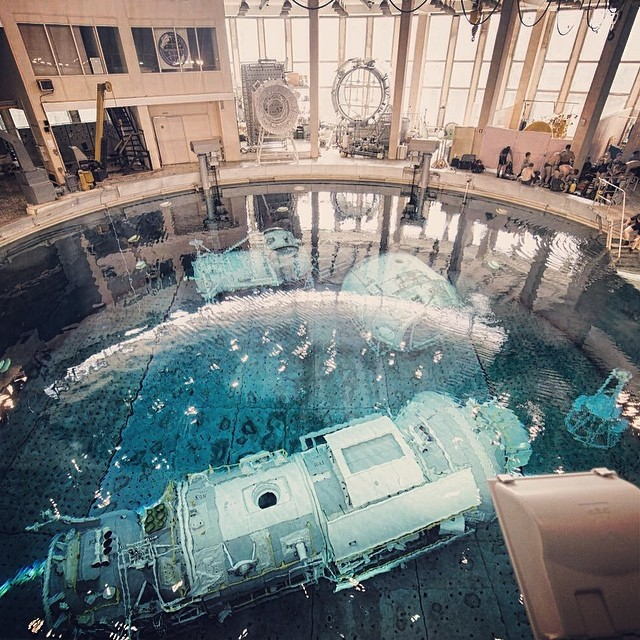
Vue partielle de l'hydrolab, la piscine utilisée pour les entrainements en apesanteur.

La cité des étoiles (en russe : Звёздный Городо́к, Zviozdny gorodok) est une ville russe  construite au début de l'ère spatiale en 1963 pour héberger le personnel du centre d'entraînement des cosmonautes (TsPK). Elle est située près de la ville de Chtchiolkovo à 25 kilomètres  au nord-est de Moscou. Ce complexe, longtemps géré  par les militaires avec un accès strictement contrôlé, est devenu civil en 2009. Elle comptait 5 376 habitants en 2019.

## Historique
Au début des années 1960 les responsables soviétiques décident de développer un programme spatial habité. Pour préparer les missions spatiales, ils créent un centre d'entrainement des cosmonautes dans la banlieue de Moscou. Composée de quelques bâtiments lors de sa création, le complexe s'agrandit pour accueillir les 20 premiers cosmonautes postulant pour la mission Vostok 1. Les cours se déroulent alors à la craie et les équipements d'entraînement sont peu perfectionnés.  Celui-ci comprend des équipements pour l'entrainement des astronautes et également des immeubles d'habitation pour loger les familles du personnel et les cosmonautes. Des équipements complémentaires sont ouverts par la suite : commerce, école, église, etc.  Durant plusieurs décennies le programme spatial soviétique puis russe est complètement géré par les militaires qui maintiennent un secret absolu sur leurs activités. La Cité des Étoiles est complètement isolée et entourée d'un mur au milieu d'une forêt. L'accès, contrôlé par des postes de garde militaires, n'est autorisée qu'aux résidents. Le premier astronaute non originaire d'un pays communiste à se rendre à la cité des étoiles est Jean-Loup Chrétien en 1980. Dans un contexte d'ouverture relative du régime au début des années 1990, le programme spatial russe adopte une organisation plus proche de ce qui existe en Europe et aux États-Unis. La cité des étoiles est placée en 1996 sous la double tutelle du ministère de la Défense et de l'agence spatiale russe Roscosmos qui a été créée quelques années auparavant. À compter de 1994 dans le cadre du programme Shuttle-Mir puis la construction de la Station spatiale internationale  de nombreux astronautes, notamment de nationalités américaine ou canadienne, viennent s'entrainer pour se familiariser avec les modules russes des stations spatiales et le vaisseau Soyouz. La NASA fait  construire des chalets pour héberger ses astronautes. En octobre 2008 le statut de la Cité des étoiles devient entièrement civil. Elle est classée comme une Commune urbaine (structure administrative du niveau en dessous de celui de la ville). Désormais le seul critère nécessaire pour habiter la cité des étoiles est d'avoir la nationalité russe,.

## Monuments
La ville, qui a été au cœur du programme spatial soviétique et russe, comporte plusieurs monuments qui célèbrent celui-ci. Au bout de l'Allée des Héros, la maison des Cosmonautes abrite un petit musée. Une cérémonie s'y tient à chaque départ d'un équipage vers l'espace ainsi qu'à son retour. Le premier cosmonaute Youri Gagarine y est célébré à travers plusieurs monuments. La chienne Laïka y possède également sa statue.

## Installations spatiales
Les installations spatiales du centre d'entraînement des cosmonautes (TsPK) comprennent notamment une centrifugeuse utilisée par les cosmonautes pour s'habituer aux accélérations subies durant le lancement, une piscine de grande dimension (hydrolab) dans laquelle les cosmonautes répètent les opérations effectuées durant les sorties extravéhiculaires dans l'espace, des simulateurs d'engins spatiaux et des maquettes des vaisseaux et stations spatiales à l'échelle 1. 

## Villes jumelles
- Slovenske Konjice, Slovénie (depuis 2016)
- Narian-Mar, Russie (depuis 2017)